# Lewis Cycles Works
Lewis Cycles Works war ein australischer Hersteller von Fahrrädern, Motorrädern und Automobilen.

## Unternehmensgeschichte
Vivian Lewis gründete 1893 das Unternehmen in Adelaide und begann mit der Produktion von Fahrrädern. 1898 folgten Motorräder und 1900 Automobile. Der Markenname lautete Lewis. 1906 endete die Automobilproduktion und 1914 die Motorradproduktion. Insgesamt entstanden acht Automobile. Bis 1975 stellte das Unternehmen Rollstühle her.

## Automobile
Das erste Modell war ein vierrädriger Buggy mit drei Sitzen. Ein luftgekühlter Einzylindermotor mit 4,5 PS Leistung trieb die Hinterräder an. Das Getriebe hatte zwei Gänge.
Weiter werden die Modelle 8/10 HP, 10/12 HP und 14 HP genannt.